# Накрит
Накрит (рос. накрит; англ. nacrite; нім. Nakrit m) — 1) Мінерал, силікат алюмінію з двошаровими пакетами; 2) різновид мусковіту зеленого кольору (Th. Thompson, 1836).
Формула: Al4[(OH)8|Si4O10].
Містить (%): Al2O3 — 39,5; SiO2 — 46,5; H2O — 14,0.
Політипна модифікація каолініту (4M-тип: сингонія моноклінна, діедричний безосьовий вид; 6R-тип — сингонія псевдотригональна). Форми виділення: пластинки псевдогексагонального обрису, листочки, лусочки, радіально-пластинчасті агрегати. Спайність досконала по (001), ясна по (010) і (110). Густина 2,58. Твердість 2,5—3,5. Безбарвний, білий, жовтий, зеленуватий, світло-блакитний. Полиск перламутровий. Зустрічається в гідротермальних рудних родовищах. Рідкісний. Знахідки: Баварія, Шварцвальд, Саксонія (ФРН), Корнуолл (Велика Британія), Колорадо (США). Назва від перського «nacre» — перламутр: за перламутровим блиском на гранях (F. A. Brongniart, 1807).
Синоніми — карнат, міелін, міеліт, мозок кам'яний.